# Geschiedenis van Angola

Wapen van Angola

De geschiedenis van Angola kan worden verdeeld in verschillende perioden. Het huidige Angola bestaat pas sinds de verovering van het binnenland door de Portugezen aan het eind van de negentiende eeuw als één politieke eenheid en sinds 1975 als onafhankelijke staat. Daarvoor hadden de verschillende volken die Angola bewonen, zoals de Bakongo, Mbundu en de Ovimbundu, hun eigen geschiedenis, cultuur en godsdiensten. Deze verschillen spelen echter in het huidige Angola nog steeds een belangrijke rol.

## Vroege geschiedenis

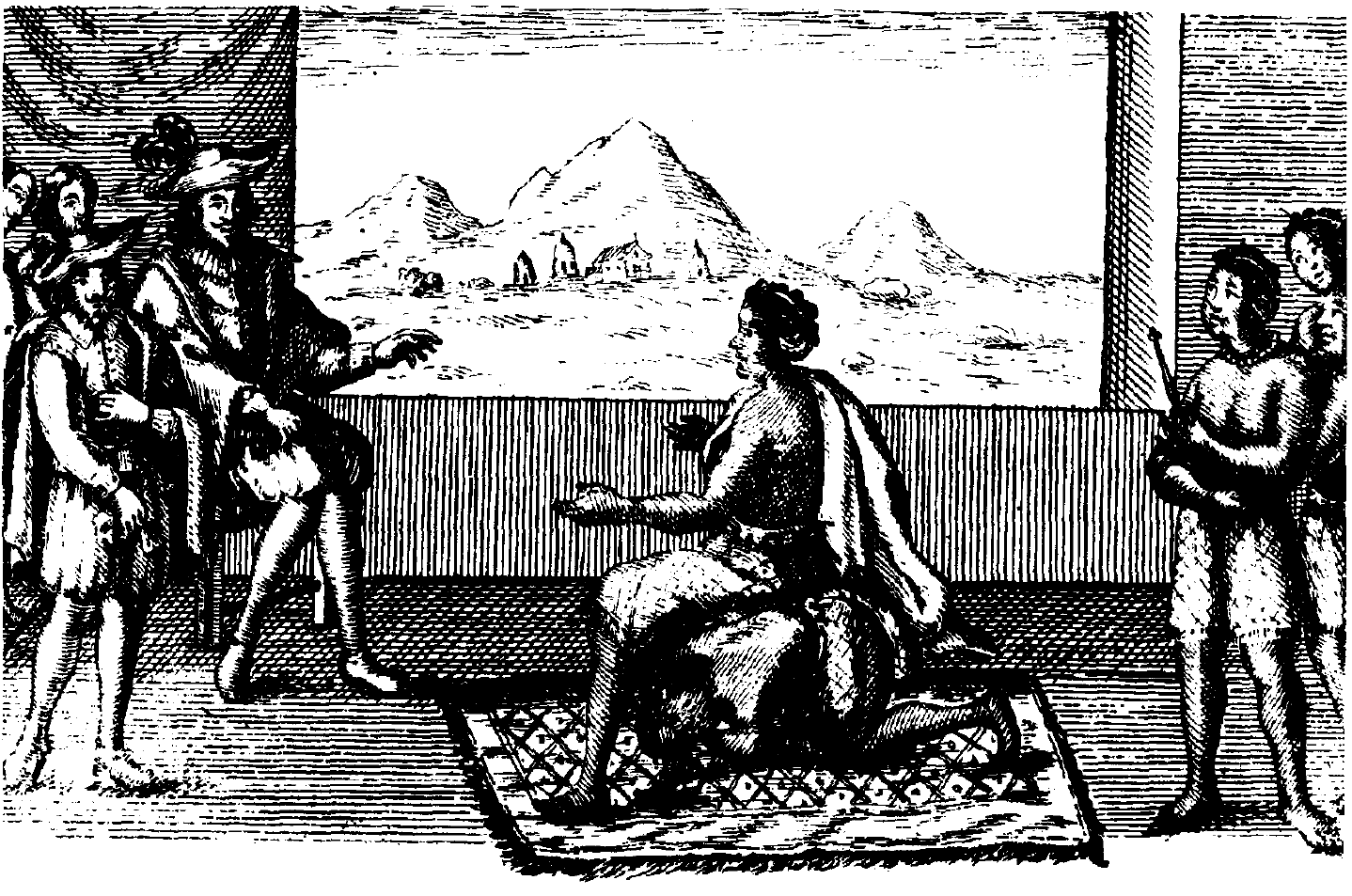
Koningin Nzinga Mbande in vredesonderhandeling met de Portugezen, 1657

In de vijftiende eeuw bestond Angola uit allerlei koninkrijken en stamgebieden, waaronder Kongo, Ndongo en Benguela.
In 1483 werd Angola door de Portugese ontdekkingsreiziger Diogo Cão ontdekt. Vanaf dat moment dreven de Portugezen handel met de Angolese volkeren, maar spoedig werden er ook door de Portugezen buitenposten ingesteld die zich vooral bezighielden met de handel in slaven.
In 1576 stichtten de Portugezen São Paulo de Loanda, de latere hoofdstad Luanda. Hier vandaan werd eerst met vreedzame middelen een kolonie gesticht, maar nog geen tien jaar na de stichting van Luanda werden de koninkrijken Kongo en Ndongo, gelegen in het directe achterland van Luanda, binnengevallen. Deze aanvallen werden echter afgeslagen en er werden vredesverdragen gesloten om de grens tussen de Portugese kolonie en de buurlanden vast te stellen. De koningen van de omliggende volkeren werden gekerstend.
In 1641 veroverde een Nederlandse vloot Luanda. Bedoeling was om vaste voet te krijgen in Afrika en de Portugese slavenhandel over te nemen om zo de suikerrietplantages in Brazilië van werkkrachten te voorzien. De Portugezen trokken zich terug naar het noorden achter de rivier Bengo. De Nederlanders sloten echter verdragen met koning Garcia II van Kongo en koningin Dona Ana Nzinga van Matamba. De Portugese leider Pedro Cezar de Menezes zag zich daardoor gedwongen zich in het binnenland terug te trekken, naar de vesting Massangano. Verder allieerden de Portugezen zich met koning Ngola Ari van Ndongo. Het kwam tot een patstelling en een tijdelijke wapenstilstand. In 1646 kregen de Portugezen versterking uit Brazilië en slaagden erin het leger van de Matamba te verslaan. Ook koos het koninkrijk Kasanje de zijde van Portugal. In 1648 kwam een nieuwe Portugese vloot uit Brazilië aan, onder leiding van Salvador Correia de Sá e Benevides, en die veroverde Luanda op de Nederlanders. Koning Garcia II moest een vernederende vrede aanvaarden.
Met name het koninkrijk Kongo werd in de zeventiende en achttiende eeuw sterk verzwakt door de slavenhandel. In de loop der eeuwen zijn er ca. 4 miljoen Angolezen als slaven verhandeld en naar met name Brazilië verscheept. In 1858 werd door de Portugese regering de slavenhandel afgeschaft, maar de Angolezen die nu als contractarbeider bij de Portugezen in dienst waren, leden een bestaan dat niet veel afweek van de slaven.

## Koloniale geschiedenis

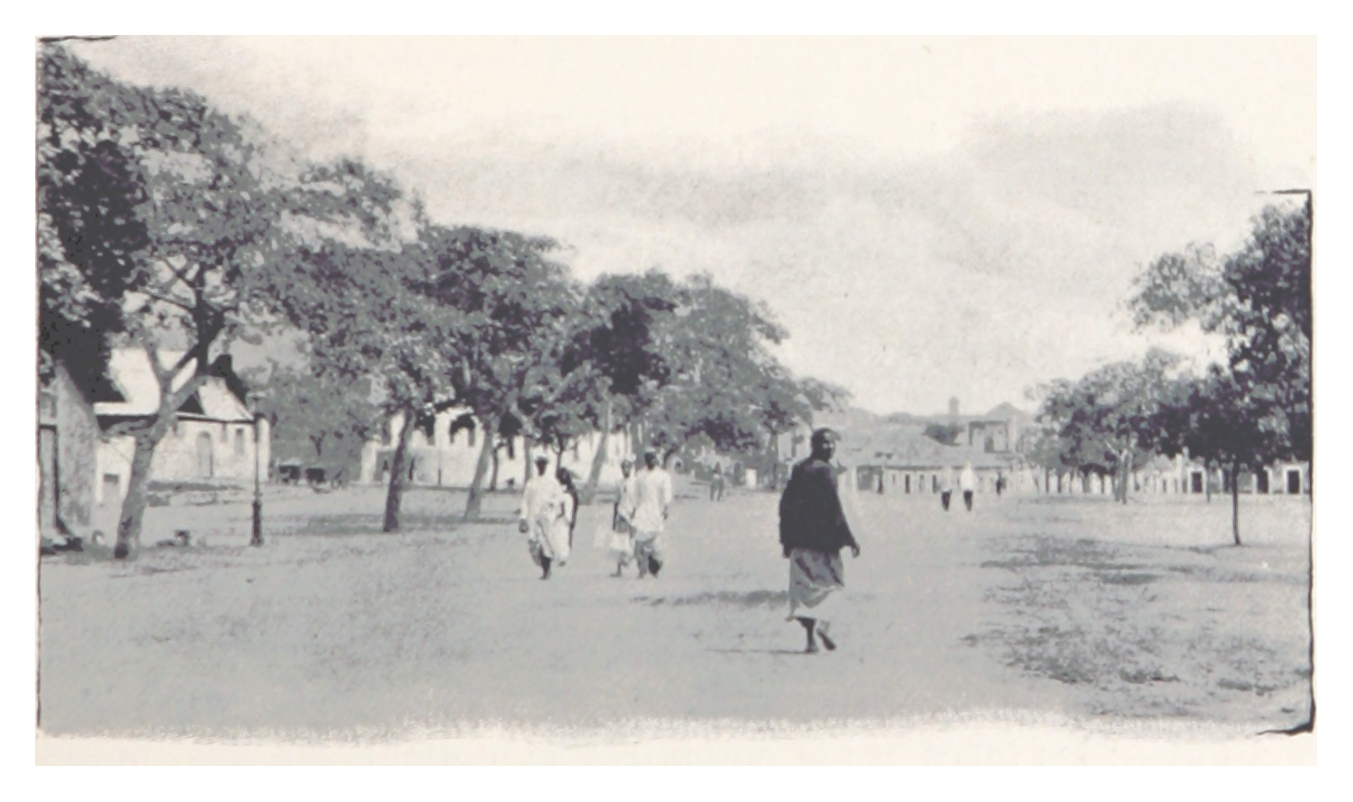
Luanda eind 19e eeuw

Pas aan het einde van de negentiende eeuw trokken de Portugezen dieper het binnenland in. Angola werd formeel een Portugese kolonie onder de naam Portugees West-Afrika. Tijdens de Conferentie van Berlijn (1884-1885), waarbij Afrika verdeeld werd onder de Europese grootmachten, werd het huidige Angola aan Portugal toegewezen. Op basis van hun historische aanspraken hadden de Portugezen ook gehoopt op delen van het huidige Zambia en Congo-Kinshasa, maar ze konden enkel de exclave Cabinda in de wacht slepen. Het gedeelte van Angola dat nog niet in handen van de Portugezen was, werd tussen 1885 en 1900 door de Portugezen onder hun gezag gebracht.
Hoewel het moederland, Portugal, in 1910 een liberale republiek werd, veranderde er niets aan de koloniale situatie in Angola. In 1928 kwam Antonio de Oliveira Salazar in Portugal aan de macht. Sindsdien was het officiële beleid van de Portugese regering massale emigratie van Portugese boeren en ondernemers naar Angola om de blanke aanwezigheid aldaar te versterken.
Reeds in 1912 werd de Lliga Nacional Africana, een nationale Angolese beweging, opgericht. De Lliga werd geleid door assimilados, Angolezen die tot een volwaardig Portugees staatsburger waren 'gepromoveerd'. De invloed van de Lliga bleek echter marginaal.

## Opkomst van bevrijdingsbewegingen
Na de Tweede Wereldoorlog werd Angola een overzees gebiedsdeel en een Angolese afgevaardigde werd naar Lissabon gezonden naar de Kamer van Afgevaardigden. Onvrede over de situatie nam in de jaren vijftig toe en ontwikkelde assimilados richtten in 1956 de MPLA (Volksbeweging voor de Bevrijding van Angola) op. De MPLA trachtte aanvankelijk langs vreedzame weg de onafhankelijkheid van Angola te bereiken, maar in de jaren zestig greep men toch naar de wapens. De voorzitter van de MPLA, Agostinho Neto, een domineeszoon, marxistisch schrijver en dichter, werd later de eerste president van een onafhankelijk Angola. De MPLA schoof vanaf de jaren zestig duidelijk op naar links. De MPLA-aanhang bestond uit stedelijke arbeiders, mulatten, assimilados en Mbundu. De MPLA ontving steun van de Sovjet-Unie.
Naast de MPLA 1956 werd in 1962 de FNLA (Nationaal Bevrijdingsfront voor Angola) opgericht. De FNLA ontving op grote schaal steun van Zaïre, omdat FNLA-voorzitter Holden Roberto aangetrouwde familie was van Mobutu, de Zaïrese president. De FNLA bestond vooral uit Bakongo, een volk dat vooral ook in Zaïre leeft.
In 1966 stapte Jonas Savimbi, een Ovimbundu, tot dan toe een vooraanstaand FNLA-lid, uit de FNLA uit onvrede over de dominerende rol van Bakongo en richtte de door Ovimbundu beheerste UNITA (Nationale Unie voor de Totale Onafhankelijkheid van Angola) op. De Unita ontving steun van de Volksrepubliek China, waardoor er een zeker maoïstisch element aanwezig was in de Unita, maar kreeg later toch vooral steun van Zuid-Afrika. De blanke regering in Zuid-Afrika wilde niet dat de MPLA, die goede banden onderhield met de Zuidwest-Afrikaanse (Namibië) bevrijdingsbeweging (Namibië was toen een Zuid-Afrikaans mandaatgebied) in Angola aan de macht kwam.
Een vierde, kleine bevrijdingsbeweging, was de FLEC (Front voor de Bevrijding van Cabinda). De FLEC streefde naar de onafhankelijkheid van de olierijke exclave Cabinda. De FLEC wilde niets te maken hebben met de andere Angolese bevrijdingsbewegingen.
Begin jaren zeventig waren de MPLA en de FNLA veruit de grootste bevrijdingsbewegingen. Waren de andere Afrikaanse staten inmiddels onafhankelijk, de Portugese regering dacht er niet aan om haar koloniën in Afrika (Angola, Guinee-Bissau, Mozambique en Kaapverdië) op te geven. De 'Anjerrevolutie' in Portugal bracht in 1974 echter een nieuwe regering aan de macht die wél een voorstander was van onafhankelijkheid van de koloniën. In januari 1975 kwamen de Portugese regering, de Unita, de MPLA en de FNLA samen in de Portugese stad Alvor. In november 1975 beloofde Portugal de soevereiniteit over te dragen aan de Angolezen, tot die tijd moest er een overgangsregering worden gevormd waarin de drie verzetsbewegingen zitting moesten nemen. Dit akkoord bleef een dode letter. De verzetsbewegingen begonnen elkaar aan te vallen en alle drie probeerden ze zo snel mogelijk de Angolese hoofdstad Luanda te bereiken.

## Onafhankelijkheid
Uiteindelijk bereikte de MPLA Luanda als eerste en op 11 november 1975 droegen de Portugezen de macht over aan de MPLA. MPLA-voorzitter dr. Agostinho Neto werd president en Lopo de Nascismento werd premier. De Unita, nu op grote schaal gesteund door Zuid-Afrika en de FNLA (gesteund door de VS), deden aanvallen op Luanda. Even leek het erop dat de hoofdstad zou vallen, maar dankzij haastig ingevlogen Cubaanse troepen, lukte het de MPLA de Unita en FNLA-strijdkrachten te verdrijven. De MPLA-regering riep de Volksrepubliek Angola uit en het land werd een eenpartijstaat met de MPLA-Partij van de Arbeid als enige toegestane partij.
De Unita en de FNLA vormden in 1975 een tegenregering (Democratische Volksrepubliek Angola), met Jonas Savimbi en Holden Roberto als presidenten. José Ndele (Unita) en Johnny Pinnock (FNLA) traden op als premiers. In 1976 verdween de FNLA van het toneel en werd de Unita de dominerende verzetsbeweging tegen de MPLA-regering. 

## Conflicten

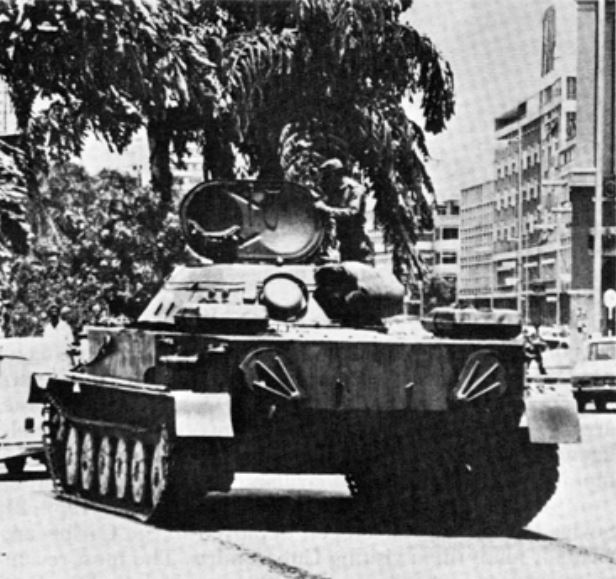
Cubaanse PT-76 in Angola

De Unita, gesteund door het apartheidsbewind in Zuid-Afrika, wist geen overwinning te behalen op de regering in Luanda. Dit verontrustte de Zuid-Afrikaanse regering. In mei 1978 viel Zuid-Afrika dan ook Angola binnen. Daarmee begon de Zuid-Afrikaanse Grensoorlog. Omdat de MPLA geholpen werd door Cuba en in mindere mate ook de Sovjet-Unie werd het een slepend conflict. Na tegenoffensieven van het Angolese leger, zoals Operatie Saludando Octobre (Groetend Oktober) midden 1987 en de daarop volgende Slag van Cuito Cuanavale in september 1987 en een maandenlange patstelling, besliste de Zuid-Afrikaanse staf in maart 1988 tot de terugtocht van zijn troepen. Dankzij Amerikaanse bemiddeling (o.l.v. Amerikaans onderminister van Afrikaanse Zaken Chester Crocker) werd er in 1988 vrede gesloten tussen Zuid-Afrika en Angola . De strijd tussen de Unita en de MPLA ging echter onverminderd voort. In 1991 wist de VN een vredesakkoord te bereiken, maar toen de verkiezingen van het volgende jaar niet gewonnen werden, begon de Unita opnieuw met gewapende strijd.
In 1979 overleed president Neto. José Eduardo dos Santos volgde hem op als president, premier en voorzitter van de MPLA-Partij van de Arbeid (MPLA-PT). Pogingen van de regering-Dos Santos om de MPLA-PT populairder te maken onder de bevolking en haar machtsbasis te verbreden, liepen op niets uit. Veel populairder waren de vrouwenbond OMA (Organisatie voor Angolese Vrouwen) en de vakbond Unta (Unie van Angolese Arbeiders). Hoewel het regime marxistisch gekleurd was, was het zeker niet dogmatisch. Enkele staatsbedrijven deden het vrij goed, maar door de oorlogstoestand konden zij geen winsten maken. Samenwerking tussen de staatsbedrijven (de Angolese overheid had slechts een klein meerderheidsaandeel in de meeste staatsbedrijven) en buitenlandse, vooral Amerikaanse ondernemingen liepen en lopen zeer goed.

## Huidige situatie
Nadat de eenpartijstelsels in de meeste Afrikaanse landen hadden afgedaan, voerde president Dos Santos in 1991 een meerpartijenstelsel in. Het ambt van premier, afgeschaft in 1977, werd in 1991 opnieuw ingevoerd. Bij de democratische verkiezingen die sindsdien gehouden worden komt de MPLA-PT altijd als grootste uit de bus.
In 2002, na de dood van Unita-leider Jonas Savimbi, werd een staakt-het-vuren bereikt, en sindsdien worden pogingen gedaan tot wederopbouw van het land. MPLA en Unita zijn een ontwerp voor een nieuwe grondwet overeengekomen, en hoewel de Unita nog niet volledig ontwapend is, en zich nog met diamantsmokkel bezighoudt, zijn de VN-sancties tegen Unita opgeheven. Belangrijke problemen die het land momenteel het hoofd moet bieden zijn de terugkeer van vluchtelingen, de re-integratie van Unita-rebellen in de bevolking en de vermindering van de eenzijdige economische afhankelijkheid van aardolie.
Dos Santos werd in september 2017 opgevolgd door zijn partijgenoot João Lourenço. Deze maakte snel een einde aan de bevoorrechte positie van veel van Dos Santos' volgelingen. Zijn dochter Isabel werd ontslagen als hoofd van het nationale staatsbedrijf voor olie, zijn zoon Filemo werd aangeklaagd wegens fraude.
Geschiedenis van:
Algerije · Angola · Benin · Botswana · Burkina Faso · Burundi · Centraal-Afrikaanse Republiek · Comoren · Congo-Brazzaville · Congo-Kinshasa · Djibouti · Egypte · Equatoriaal-Guinea · Eritrea · Ethiopië · Gabon · Gambia · Ghana · Guinee-Bissau · Guinee-Conakry · Ivoorkust · Kaapverdië · Kameroen · Kenia · Lesotho · Liberia · Libië · Madagaskar · Malawi · Mali · Marokko · Mauritanië · Mauritius · Mozambique · Namibië · Niger · Nigeria · Oeganda · Rwanda · Sao Tomé en Principe · Senegal · Seychellen · Sierra Leone · Soedan · Somalië · Somaliland · Swaziland · Tanzania · Togo · Tsjaad · Tunesië · Westelijke Sahara · Zambia · Zimbabwe · Zuid-Afrika · Zuid-Soedan
Noord-Afrika · West-Afrika